# Джерримендеринг
Джерриме́ндеринг (англ. Gerrymandering; также избирательная геометрия, избирательная география) — произвольная демаркация избирательных округов с целью искусственного изменения соотношения политических сил в них и, как следствие, в целом на территории проведения выборов. Джерримендеринг нарушает равенство избирательных прав граждан (принцип равного представительства: равное количество депутатов от равного количества избирателей). Реже джерримендеринг применяется для сглаживания неравенства в административном делении страны.

## Сущность
Джерримендеринг широко применяется в странах с мажоритарными выборами в парламент и сильной партийной системой (в частности, США). Чтобы в парламент попало максимальное количество «своих» депутатов, избирателей оппозиционной партии концентрируют в нескольких округах, а в остальных делают небольшой, но уверенный перевес своей партии. Для этого создают округа с неравным количеством избирателей, а также округа причудливой территориальной формы. Для того, чтобы получить максимальное количество победных округов избиратели, голосующие за конкурентов должны быть «упакованы» как можно плотнее, в то время как в остальных округах победа должна достигаться с минимальной разницей между кандидатами.

В США технология манипулирования границами округов использовалась, в частности, для снижения роли чернокожих избирателей. Округа нарезались таким образом, что к районам с доминированием чернокожего населения добавлялись районы с белым населением. В результате происходила нейтрализация чернокожих избирателей, и их кандидаты не могли пройти в выборные органы. Существовали, разумеется, и противоположные случаи (в частности, во Флориде), когда границы округов были прочерчены таким образом, чтобы в выборные органы попало максимально возможное количество представителей афроамериканцев (эта нарезка проводилась легально как часть так называемой «позитивной дискриминации»). 
 В результате некоторые избирательные округа во Флориде и Луизиане получили откровенно гротескную конфигурацию (например, в виде извивающейся ломаной змеи длиной несколько десятков километров и шириной в одну улицу). Тем не менее это помогло провести в органы власти больше представителей национальных меньшинств, официально считающихся угнетёнными и «недопредставленными» («underrepresented») в органах власти.
Примеры Джерри рендеринга имеются также в практике выборов в Австралии, Канаде и других странах.

### Пример
Справа изображён квадратный «штат», от которого в парламент избираются четверо депутатов-мажоритарщиков. Жители центра голосуют за «фиолетовых», а жители окраины — за «зелёных», при этом зелёные побеждают с незначительным перевесом. «Честное» деление на округа, учитывающее неоднородность населения, приводит или к победе зелёных 3:1 (рис. 1), или к ничьей 2:2 (рис. 2). Рисунок 3 известен под названием «лепестковая нарезка» — если в каждый округ попадёт и часть центра, и часть периферии, фиолетовые вообще не попадут в парламент. Если же разделить центр на три округа, а периферию частично сконцентрировать в четвёртом, частично «размазать» по первым трём, как на рис. 4, победят уже фиолетовые (см. ниже о губернаторе Элбридже Герри).

## История

### Происхождение термина
Термин «джерримендеринг» происходит из английского языка, где он является герундием от слова-бумажника «gerrymander». В свою очередь слово «gerrymander» возникло в 1812 году, когда карикатурист изобразил один из избирательных округов штата Массачусетс в виде саламандры, а издатель газеты назвал этот рисунок «Gerrymander», по фамилии губернатора штата Э. Герри, изобретателя этой системы, впервые успешно применившего её. С помощью манипуляций над границами округов губернатор Герри добился того, что на выборах в Сенат его Демократическо-республиканская партия получила 29 мест из 40, а партия федералистов — лишь 11 мест из 40. Этот результат был достигнут несмотря на то, что противники губернатора — федералисты — получили большинство голосов. Таким образом, термин «gerrymander» в буквальном смысле означает «саламандра Герри», причём со временем произношение термина исказилось: звук «г» в начале слова изменился на «дж» за счёт фонетической неоднозначности буквы «G» в английском языке.